# Bataille du Dogger Bank (1781)
Pour les articles homonymes, voir Bataille du Dogger Bank.
Quatrième guerre anglo-néerlandaise

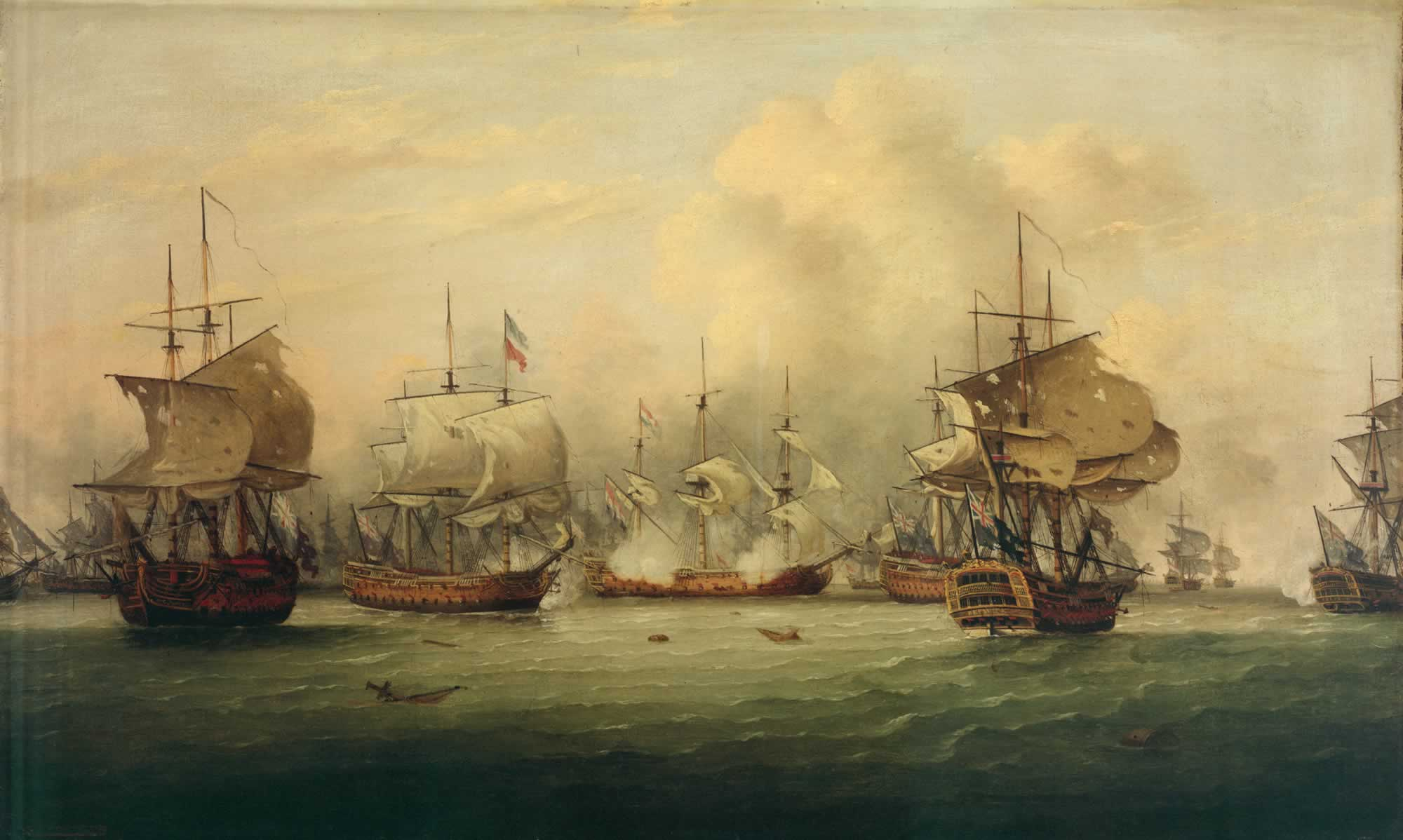
La bataille du Dogger Bank est particulièrement acharnée.

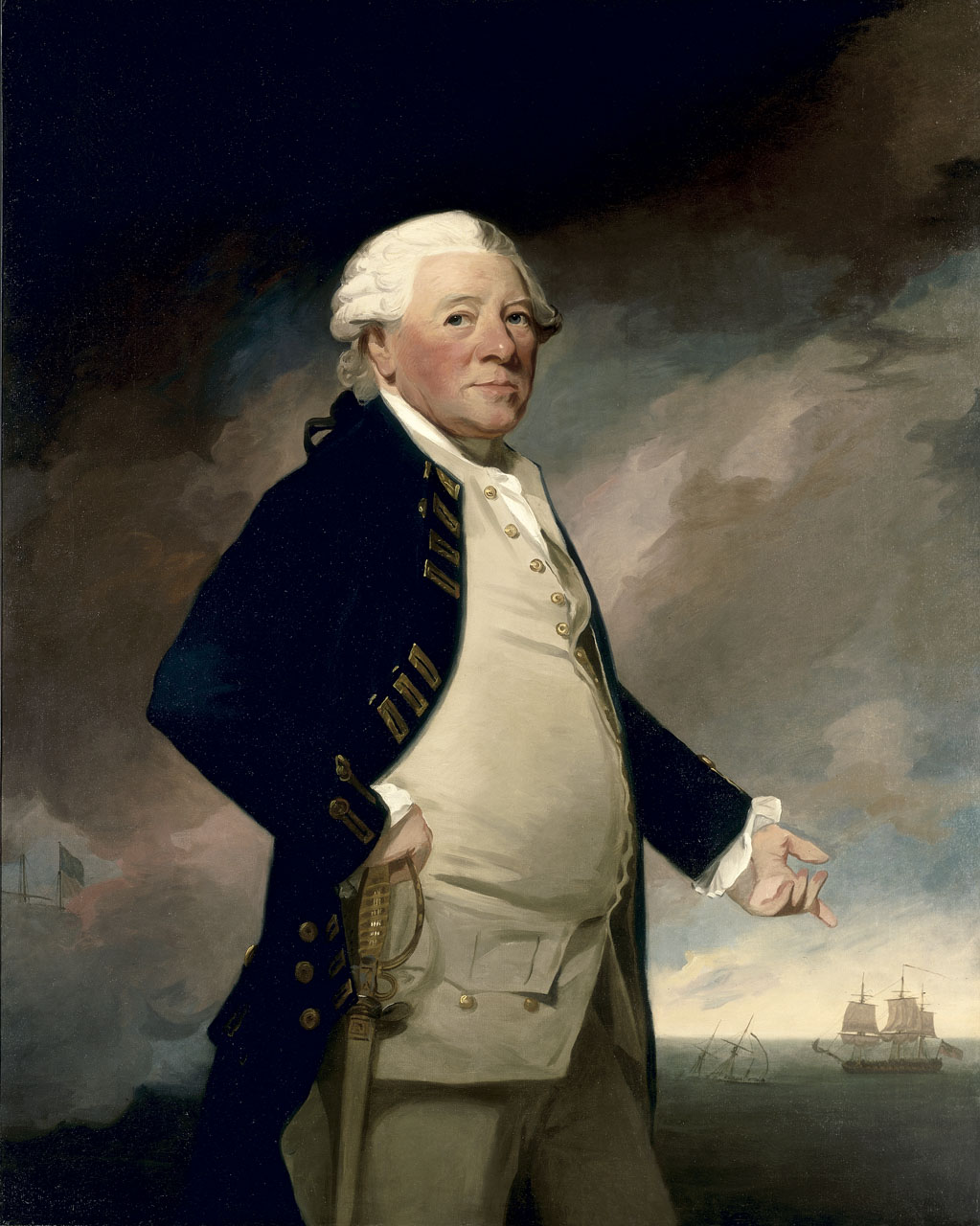
Hyde Parker, le vice-amiral anglais, démissionne à l'issue du combat.

La bataille navale du Dogger Bank se produisit le 5 août 1781 pendant la Quatrième guerre anglo-néerlandaise, un conflit sous-jacent à la guerre d'indépendance des États-Unis. Elle se déroule, comme son nom l'indique, dans la zone du Dogger Bank, en mer du Nord. Elle résulte de la rencontre de l'escadre britannique commandée par le vice-amiral Hyde Parker avec l'escadre néerlandaise du contre-amiral Zoutman, tous les deux chargés de la protection de convois.

## Contexte
Les Provinces-Unies ayant rejoint les alliés (France et États-Unis), le gouvernement britannique leur déclare la guerre en décembre 1780. Il est obligé de distraire une partie de ses forces navales pour protéger ses voies commerciales en mer du Nord. Pour les Néerlandais, habitués à l'alliance anglaise depuis les lointaines guerres louisquatorziennes, c'est un choc d'autant plus important que l'effort naval militaire a été négligé pendant tout le XVIIIe siècle. La bataille s'engage alors entre les deux flottes sans qu'aucun des deux camps n'y gagne quoi que ce soit. 

## Déroulement
Les deux forces se rencontrent au lever du soleil, le 5 août 1781. Hyde Parker dispose de 7 vaisseaux de ligne et d'une douzaine de frégates ou de navires plus petits. Zoutman aligne sensiblement le même nombre de vaisseaux, mais ceux-ci sont en meilleure condition que les bâtiments anglais. La brise souffle du nord-est et la mer est calme. La ligne hollandaise fait route à l'Est-Sud-Est. Le vice amiral Hyde Parker — à qui on a reproché naguère son manque d'audace au combat — veut faire la preuve de sa pugnacité et ordonne, à 6 h, la chasse générale. À 8 h, il se trouve suffisamment près des Néerlandais pour ordonner l'ouverture du feu.
Un combat acharné s'engage et fait rage durant toute la matinée. Il est d'une extrême violence, les Hollandais combattant avec une opiniâtreté remarquable. Vers 11 h, Parker ordonne de reformer la ligne et de porter à l'ennemi le coup décisif. Il n'y parvient pas, ainsi qu'il le dit lui-même dans son rapport : « Je fis un effort pour former la ligne afin de reprendre l'action, mais ce fut irréalisable. L'ennemi semblait dans une condition aussi mauvaise. Les deux escadres restèrent longtemps l'une près de l'autre, puis les Hollandais s'éloignèrent vers le Texel avec leur convoi. Nous n'étions pas en état de les poursuivre. » Les deux escadres ont subi des dégâts très importants. Un des navires hollandais coule le lendemain des suites de ses avaries et on déplore plus de cent morts et des centaines de blessés dans chaque camp.

## Issue
Les Hollandais rentrent chez eux avec leur convoi, considérant cette bataille comme une victoire. Cependant leur flotte ne ressort pas des ports durant la guerre et les Provinces-Unies voient leurs navires de commerce rayés des mers par les corsaires britanniques. Les Provinces-Unies doivent se tourner vers l'alliance avec la France pour poursuivre la guerre. C'est la Marine de Louis XVI qui assure dans les Antilles la reconquête de Saint-Eustache et des comptoirs guyanais d'Essequibo et Démérara (en) perdus face à la Royal Navy. C'est elle aussi qui protège Le Cap et les Indes Néerlandaises grâce à l'action de Suffren. 
Côté anglais, le vice-amiral Parker considère qu'il n'était pas correctement équipé pour effectuer cette tâche et démissionne de son commandement. Affecté aux Indes orientales, il périt l'année suivante dans le naufrage du navire qui l'y conduit. Cette bataille, malgré son acharnement, n'a pas de réel impact sur le cours de la guerre. Clowes, dans son Histoire de la Royal Navy, caractérise le combat du Dogger Bank en ces termes : « Ce fut une démonstration de bravoure très honorable, et une bataille très décevante ; du panache, pas de la guerre. »

## Navires en présence
| Nationalité | Type              | Nom                 | Nombre de canons | Notes           |
| ----------- | ----------------- | ------------------- | ---------------- | --------------- |
| Britannique | Vaisseaux         | Berwick             | 74               |                 |
| Britannique | Vaisseaux         | Dolfin              | 44               |                 |
| Britannique | Vaisseaux         | Buffalo             | 60               |                 |
| Britannique | Vaisseaux         | Fortitude           | 74               | Vaisseau amiral |
| Britannique | Vaisseaux         | Princess Amelia     | 80               |                 |
| Britannique | Vaisseaux         | Preston             | 50               |                 |
| Britannique | Vaisseaux         | Bienfaisant         | 64               |                 |
| Britannique | Frégates          | Belle Poule         |                  | Philip Patton   |
| Britannique | Frégates          | 4 autres frégates   |                  |                 |
| Néerlandais | Vaisseaux         | Erfprins            | 54               | Braak           |
| Néerlandais | Vaisseaux         | Admiraal Generaal   | 74               | van Kinsbergen  |
| Néerlandais | Vaisseaux         | Argo                | 40               | Staring         |
| Néerlandais | Vaisseaux         | Batavier            | 50               | Bentinck        |
| Néerlandais | Vaisseaux         | Admiraal de Ruijter | 68               | Vaisseau amiral |
| Néerlandais | Vaisseaux         | Admiraal Piet Hein  | 56               | van Braam       |
| Néerlandais | Vaisseaux         | Holland             | 68               | Dedel           |
| Néerlandais | 10 autres bateaux |                     |                  |                 |